# Georg Schiffner
Georg Schiffner (Jürgen, Jöran) (Schiver, Skivener), död 1654 i Stockholm, var en svensk klensmed.
Schiffner var från början av 1630-talet gift med Michael Keders änka Anna Bisselstein och fick burskap som smed i Stockholm 1638. Schiffner var anlitad i tjänst hos riksamiralen Carl Carlsson Gyllenhielm 1634–1635 och utförde på denne uppdrag på gallret till dennes gravkor i Strängnäs domkyrka. På grund av olika omständigheter blev inte gallret färdigställt av Schiffner utan kom senare att färdigställas av Jöran Möller. Bland hans andra arbeten märks ett flertal galler till Karlbergs slott och lås samt gångjärn till Stockholms slott. 